# Episodi di The Quintessential Quintuplets

Logo originale della serie

Questa è la lista degli episodi dell'anime The Quintessential Quintuplets, adattamento dell'omonimo manga scritto e disegnato da Negi Haruba.
Annunciato l'8 agosto 2018 su Weekly Shōnen Magazine, un adattamento anime, prodotto da Tezuka Productions e diretto da Satoshi Kuwabara, è andato in onda dal 10 gennaio al 28 marzo 2019. La composizione della serie è stata affidata a Keiichirō Ōchi, mentre la colonna sonora è stata composta da Natsumi Tabuchi, Hanae Nakamura e Miki Sakurai. Le sigle di apertura e chiusura sono rispettivamente Gotōbun no kimochi (五等分の気持ち?) delle Nakano-ke no Itsutsugo (gruppo formato dalle doppiatrici Kana Hanazawa, Ayana Taketatsu, Miku Itō, Ayane Sakura e Inori Minase) e Sign di Aya Uchida. Sebbene Tezuka Productions fosse il principale studio di animazione, Junichirō Tanaka, uno dei produttori di TBS, ha dichiarato di aver chiesto aiuto al presidente di Shaft, Mitsutoshi Kubota, per l'assistenza nella produzione dell'undicesimo episodio della serie. Alla fine venne deciso che lo studio sarebbe stato esternalizzato per l'intero episodio, ad eccezione degli storyboard, che sono stati disegnati dal regista Satoshi Kuwabara, mentre l'animazione, colorazione e composizione sono stati prodotti interamente da Shaft. In tutto il mondo, ad eccezione di Asia e Medio Oriente, gli episodi sono stati trasmessi in streaming in simulcast, anche coi sottotitoli in lingua italiana, da Crunchyroll.
In occasione di uno speciale evento dedicato all'anime tenutosi il 5 maggio 2019, è stata annunciata la futura trasmissione di una seconda stagione, programmata per il 2020. La seconda stagione porta alcuni cambiamenti allo staff, difatti la regia è ora gestita da Kaori mentre lo studio d'animazione è Bibury Animation Studios. Inizialmente prevista per ottobre 2020, ad inizio maggio dello stesso anno viene comunicato che la data di messa in onda è stata posticipata al 7 gennaio 2021. La trasmissione è avvenuta dal 7 gennaio al 25 marzo 2021. Le sigle di apertura e chiusura sono rispettivamente Gotōbun no katachi (五等分のカタチ?) e Hatsukoi (はつこい?) entrambe cantate dalle Nakano-ke no Itsutsugo. Anche la seconda stagione, intitolata The Quintessential Quintuplets 2 (五等分の花嫁∬?, Go-tōbun no hanayome ∬), è stata distribuita da Crunchyroll in versione sottotitolata in vari Paesi fuori dall'Asia, tra cui l'Italia.
A fine marzo 2021 è stato annunciato un nuovo progetto animato. A metà aprile 2021 è stato confermato che si tratta di un film, The Quintessential Quintuplets Movie, e che sarebbe uscito nel corso del 2022. Il 26 ottobre 2021 è stato comunicato che la pellicola avrebbe debuttato nelle sale cinematografiche giapponesi nell'estate 2022. Il 29 dicembre successivo è stata confermata la nuova data di uscita, il 20 maggio 2022. In Italia il film è stato distribuito da Crunchyroll e proiettato in anteprima europea il 31 ottobre 2022 in versione sottotitolata durante il Lucca Comics & Games 2022. Il lungometraggio è stato poi distribuito in streaming il 5 maggio 2023. La sigla di apertura del film è Gotōbun no kiseki (五等分の軌跡?), mentre quella di chiusura è Gotōbun no hanayome ～Arigatō no hana～ (五等分の花嫁～ありがとうの花～?).
Durante l'evento "The Quintessential Quintuplets Special Event 2023" tenutosi il 1º aprile 2023 è stato annunciato un nuovo progetto anime, intitolato The Quintessential Quintuplets ∽ (五等分の花嫁∽?, Go-tōbun no hanayome ∽), il quale va ad adattare i capitoli del manga non trasposti precedentemente in animazione. Il nuovo adattamento è stato animato da Shaft (che ha prodotto l'episodio 11 della prima stagione) e diretto da Yukihiro Miyamoto. È stato proiettato per un periodo limitato nelle sale cinematografiche giapponesi a partire dal 14 luglio 2023. Lo speciale, composto da due episodi, è stato trasmesso su TBS e BS11 rispettivamente il 2 e il 9 settembre 2023. La sigla di apertura è Gotōbun no mirai (五等分の未来?), mentre quella di chiusura è Takaramono (たからもの?).
Il 28 aprile 2024, durante il "The Quintessential Quintuplets 5th Anniversary Event" tenutosi al Yokohama Arena, è stato annunciato un ulteriore progetto anime, intitolato The Quintessential Quintuplets* (五等分の花嫁∽?, Go-tōbun no hanayome ∽). L'anime è un progetto originale la cui storia è stata redatta da Haruba e racconta il viaggio di nozze di Futaro e delle gemelle Nakano. Il progetto è uno secondo speciale televisivo, che è stato proiettato nelle sale cinematografiche per tre settimane a partire dal 20 settembre 2024. Successivamente è stato trasmesso su TBS il 24 dicembre 2024. Lo speciale è diretto da Masato Kinbo e animato da Bibury Animation Studios. La sigla di apertura è Gotōbun no egao (五等分の笑顔?), mentre quella di chiusura è Memories (メモリーズ?, Memorīzu).

## Lista episodi

### Prima stagione
| Nº serie | Nº | Titolo italiano Giapponese 「Kanji」 - Rōmaji | In onda          | In onda |
| Nº serie | Nº | Titolo italiano Giapponese 「Kanji」 - Rōmaji | Giapponese       |         |
| 1        | 1  | The Quintessential Quintuplets 「五等分の花嫁」 - Go-tōbun no hanayome | 10 gennaio 2019  |         |
| 1        | 1  | L'episodio inizia con Futaro Uesugi, che si sveglia nel giorno del suo matrimonio, ricordando un sogno sul momento in cui ha incontrato la sua sposa, la cui identità rimane misteriosa. La scena poi torna indietro ai tempi della scuola, precisamente nella mensa, dove Futaro incontra Itsuki Nakano, che si siede al suo tavolo solitario. Colpita dal suo punteggio perfetto in un test recente, Itsuki gli chiede aiuto per studiare e offre di condividere il suo pranzo. Tuttavia, Futaro risponde in modo scortese, provocando la sua rabbia. Successivamente, Futaro riceve una telefonata dalla sorellina Raiha, che gli comunica che il padre gli ha trovato un lavoro part-time come tutor per una studentessa; lui realizza subito che si tratta di Itsuki. Cerca di scusarsi con lei, ma finisce per incontrare le sue quattro sorelle gemelle: Ichika, Yotsuba, Miku e Nino, senza rendersi conto della loro vera identità. Quando arriva nell'appartamento dei Nakano e rivela a Itsuki di essere il suo tutor, scopre con sorpresa che le cinque ragazze sono gemelle identiche e tutte hanno bisogno di ripetizioni. Futaro tenta di organizzare la loro prima sessione di studio, ma solo Yotsuba risponde alla sua chiamata. Nino, invece, decide di mettere un sonnifero nell'acqua di Futaro e lo manda a casa in taxi. Itsuki lo accompagna e incontra Raiha mentre saluta il fratello. Alla fine della giornata, Itsuki si ritrova a cenare con la famiglia Uesugi, scoprendo così le loro difficoltà economiche e accettando l'invito di Raiha a tornare a trovarli. |                  |         |
| 2        | 2  | Dichiarazione sul tetto 「屋上の告白」 - Okujō no kokuhaku | 17 gennaio 2019  |         |
| 2        | 2  | Durante la successiva sessione di ripetizioni, Futaro, di fronte all'ostilità delle gemelle nei suoi confronti, decide di sfidarle a un test. Promette che, se lo supereranno, non avrà più a che fare con loro. Tuttavia, tutte e cinque falliscono, totalizzando solo 100 punti complessivi. Il giorno seguente, Futaro pone loro una domanda di storia a cui nessuna riesce a rispondere, ma nota che Miku aveva già dato la risposta corretta nel suo test. Quando cerca di chiedere spiegazioni a Miku, viene interrotto da Yotsuba e Ichika, che mettono Miku in imbarazzo parlando di cotte e concludendo che è innamorata. Successivamente, Futaro trova un biglietto di Miku che lo invita sul tetto della scuola. Una volta lì, fraintende la sua ammissione riguardo alla domanda di storia come una confessione d'amore. Miku rivela che il suo interesse per la storia, in particolare per i signori della guerra giapponesi, e tenta di mettere Futaro in difficoltà con un detto poco noto, arrivando persino a "travestirsi" da Yotsuba mentre scappa da lui. In un gesto di riconciliazione, Futaro le regala la sua bibita preferita e le comunica che il suo punteggio nel test è stato il più alto tra le cinque sorelle. Si rende conto che ognuna di loro ha risposto correttamente a domande diverse e utilizza questa informazione per incoraggiare Miku, rifiutandosi di arrendersi nonostante il suo sconforto. Alla fine, Miku si unisce a Futaro e Yotsuba in biblioteca per una sessione di studio. |                  |         |
| 3        | 3  | Un sacco di problemi 「問題は山積み」 - Mondai wa yamazumi | 24 gennaio 2019  |         |
| 3        | 3  | Futaro arriva per la prossima sessione di ripetizioni, ma mentre si prepara a studiare, Nino convince Yotsuba, Ichika e Itsuki ad andarsene con delle scuse, causando grande disappunto in Futaro e Miku. Nino sfida Miku in una gara di cucina, minacciando di interrompere lo studio se dovesse vincere. Il piatto di Nino si rivela visivamente più attraente rispetto a quello di Miku, ma Futaro decide di dichiarare la gara per un pareggio, avvicinandosi ulteriormente a Miku. Dopo la gara, Futaro esce ma si accorge di aver dimenticato i suoi appunti e chiede a Miku di farlo rientrare nell'appartamento. Qui incontra Nino avvolta in un asciugamano, che lo scambia per Miku a causa della mancanza delle lenti a contratto. Nino esprime la sua frustrazione per l'interruzione della loro unione tra sorelle e inizia a mettere a soqquadro una pila di libri su uno scaffale alto. Futaro corre per proteggerle dalla caduta dei libri, ma viene colto in una posizione compromettente da Itsuki, che lo fotografa. Quando le altre sorelle tornano a casa, convocano una riunione simile a un tribunale per decidere se Futaro debba continuare a essere il loro tutor dopo l'incidente. Miku interviene per aiutare Futaro a dimostrare la sua innocenza e, dopo aver esaminato la foto scattata da Itsuki, anche Ichika e Itsuki si uniscono alla discussione. Anche se Nino non è impressionata dalle prove presentate, decide di andarsene, turbata da un commento di Ichika. Si chiude fuori dall'appartamento ma, troppo orgogliosa per chiedere alle altre di farla rientrare, finisce per parlare con Futaro, negando le sue osservazioni sulla sua difesa delle sorelle e affermando che non lo accetterà mai come tutor. |                  |         |
| 4        | 4  | Un giorno di vacanza 「今日はお休み」 - Kyō wa oyasumi | 31 gennaio 2019  |         |
| 4        | 4  | Futaro sta studiando a casa quando Itsuki arriva per consegnarli il compenso per il suo lavoro di tutor. Futaro cerca di rifiutare, sentendosi inadeguato perché non è riuscito a educare tutte le gemelle. Tuttavia, sua sorelle Raiha riesce a convincerli entrambi a portarla in una sala giochi, dove si divertono e scattano foto in una cabina fotografica. Durante la loro uscita, incontrano le altre quattro gemelle, che indossano lo yukata in vista di un imminente festival. Alla sera, Yotsuba invita Raiha a vedere i fuochi d'artificio con loro e Futaro accetta, a patto che prima finiscano i compiti. Più tardi, al festival, Ichika inizia a flirtare con Futaro, ma poi riceve una telefonata segreta. Nel frattempo, Yotsuba commenta che Raiha sarebbe la sua sorellina se un giorno dovesse sposare Futaro. Miku spiega a Futaro che guardare i fuochi d'artificio insieme è una tradizione speciale per le gemelle, poiché ricorda loro la madre defunta. Nino guida Futaro su un tetto che ha affittato per osservare i fuochi d'artificio, ma quando le altre ragazze non arrivano, lo manda via con riluttanza per andare a cercarle. Futaro trova prima Ichika, ma viene allontanato da uno sconosciuto baffuto. Sconcertato, incontra poi Miku, che si è ferita a un piede. Due donne che stanno facendo un sondaggio li scambiano per una coppia e Futaro, senza rendersene conto, sconvolge Miku negando che siano amici. Avvistando Itsuki, Futaro corre per raggiungerla, ma viene rapidamente trascinato da Ichika in un vicolo. Qui, Ichika lo mette all'angolo e gli chiede di non rivelare alle altre il loro incontro precedente. |                  |         |
| 5        | 5  | Cinque quinti 「全員で五等分」 - Zen'in de go-tōbun | 7 febbraio 2019  |         |
| 5        | 5  | Nel vicolo, Ichika spiega a Futaro di aver ricevuto una chiamata dal lavoro e che quest'anno non potrà guardare i fuochi d'artificio con le sue sorelle. All'improvviso, scorge l'uomo di prima e abbraccia Futaro per nascondersi dietro di lui. Futaro, però, respinge nuovamente l'idea di essere amico delle gemelle, e Ichika gli fa notare che è offensivo. Sentendosi in colpa per la reazione di Miku, Futaro realizza di aver ferito i suoi sentimenti. Nel frattempo, l'uomo che cerca Ichika si avvicina a Miku, scambiandola per sua sorella. Futaro interviene, dichiarando difensivamente di essere il "partner" delle gemelle, sorprendendo sia Ichika che Miku. L'uomo si rivela essere l'agente di Ichika, definendola una "giovane attrice di talento" e rivelando il suo lavoro segreto. Futaro cerca di convincere Ichika a restare, ma lei ha un'audizione importante e insiste per andare. Così, decide di aiutarla a recitare le battute, interpretando in modo ironico il ruolo di un professore con la sua grata studentessa. Ichika arriva in ritardo all'audizione, ma riesce a stupire la giuria. Quando torna, il festival è ormai finito, ma Futaro la porta al parco dove le sue sorelle l'aspettando con un piccolo set di fuochi d'artificio. Le sorelle perdonano Ichika per aver saltato la loro tradizione. In un momento significativo, Ichika e Miku condividono la stessa stella filante (una metafora implicita per Futaro), ma Ichika lascia andare la presa. Alla fine, Ichika esprime la sua gratitudine a Futaro per il supporto ricevuto durante le sessioni di studio. Tuttavia, quando nota che il ragazzo si è addormentato, decide di appoggiargli la testa sulle gambe. |                  |         |
| 6        | 6  | Ciò che è stato costruito 「積み上げたもの」 - Tsumiageta mono | 14 febbraio 2019 |         |
| 6        | 6  | Con gli esami di metà corso imminenti, Futaro cerca di incoraggiare Itsuki e Nino a partecipare alle sue sessioni di studio, ma senza successo, anche se Itsuki si dedica intensamente allo studio da sola. Dopo aver saltato i parfait, Itsuki decide di prestarlo a Futaro il suo telefono per comunicare con il padre, Maruo. Da lui apprende che sarà licenziato se anche una sola delle gemelle non supererà l'esame. Futaro discute con Itsuki e entrambi dichiarano che non lavoreranno mai più insieme, un'affermazione di cui si pente subito. Nell'appartamento dei Nakano, mentre il gruppo di studio gioca a "Il Gioco della Vita", Nino cerca di espellere Futaro. Ichika finge che Futaro abbia promesso di rimanere per la notte, per assicurarsi che resti. Mentre Futaro è in bagno, Nino si traveste da Itsuki e scopre con grande gioia che Futaro sarà licenziato se qualcuna di loro fallirà gli esami. Tornati a studiare, Miku chiede a Futaro che tipo di ragazza gli piace e lui promette di rispondere se finiranno i loro compiti. Finiti quest'ultimi, Futaro rivela che preferisce una ragazza sempre allegra, brava a cucinare e che si preoccupa del fratello maggiore (riferendosi a Raiha), ribadendo il suo disinteresse per le relazioni romantiche. Nel frattempo, Ichika organizza un veloce incontro tra Futaro e Miku e gli parla sul balcone, sostenendo che lui e Itsuki litigano perché sono molto simili. Miku permette a Futaro di dormire nel suo letto, mentre lei passa la notte insieme a Ichika. Tuttavia, dopo essersi alzata per andare in bagno, si dimentica di lui e torna nella sua stanza. Il giorno dopo, Futaro si sveglia accanto a Miku. |                  |         |
| 7        | 7  | Il signor bugiardo 「嘘つき嘘たろう」 - Usotsuki Usotarō | 21 febbraio 2019 |         |
| 7        | 7  | Durante la colazione, Itsuki esprime le sue lamentele riguardo alle difficoltà di andare d'accordo con Futaro, specialmente dopo il recente litigio tra di loro. Ichika suggerisce scherzosamente di travestire Itsuki da Miku per parlare con lui e Nino si unisce subito a lei. Nel frattempo, nella stanza di Miku, Futaro si sveglia e si ritrova accanto a Miku addormentata, riconoscendola dal pigiama. Decide di uscire di nascosto dalla stanza, ma si imbatte in "Miku" (che in realtà è Itsuki travestita). Non si lascia ingannare e si ritira rapidamente, suscitando il disappunto di Itsuki. Futaro, insieme a Ichika e Yotsuba, si dirige verso la biblioteca. Qui, Ichika finge di aver dimenticato il suo astuccio per coprire Futaro, che approfitta dell'occasione per tornare a parlare con Itsuki. Lungo il cammino incontra Miku e le racconta una bugia, dicendo di aver dormito sul pavimento del soggiorno per evitare imbarazzi. Quando trova Itsuki con le cuffie di Miku, decide di rivolgersi a lei come se fosse Miku per farla sentire più a suo agio e entrambi si scusano reciprocamente. Futaro decide di rimanere un'altra notte per aiutare le gemelle a studiare per gli esami di metà corso. Il giorno dopo, il gruppo si sveglia in ritardo e si affretta per andare a scuola. Riuscendo a passare inosservati dal supervisore grazie al fiocco indossato da Yotsuba, che era arrivata in orario, riescono a fargli credere che sia sempre la stessa ragazza a entrare ed uscire dalla scuola. Durante gli esami di metà corso, ciascuna delle gemelle supera una materia su cinque, ma Futaro si prepara a essere licenziato come tutor. Con grande sorpresa di tutti, Nino prende il telefono e inganna il padre spiegando che "collettivamente" hanno evitato di essere bocciate in tutte le materie (ovvero ognuna di loro ha superato una materia diversa) sotto la guida di Futaro. Ciò risulta sufficiente per mantenere Futaro come tutor. Finalmente pronte ad accettare le sue ripetizioni, le gemelle festeggiano con Futaro che offre di portarle a mangiare un parfait. |                  |         |
| 8        | 8  | La prima fotografia 「始まりの写真」 - Hajimari no shashin | 28 febbraio 2019 |         |
| 8        | 8  | Futaro cerca di convincere Nino e Itsuki a rimanere a casa per studiare, ma uno stratagemma ideato con Yotsuba viene scoperto, portando entrambe a lasciare la casa infuriate. Così, rimangono solo Futaro e Yotsuba, che, in un momento di confidenza, accenna sottilmente di provare dei sentimenti per lui. In biblioteca, Futaro spiega a Miku e Yotsuba che è stato incaricato dalla sua classe di organizzare una prova di coraggio in vista di una futura attività. Successivamente, Ichika utilizza una foto scattata quando Futaro dormiva sulle sue gambe al parco per spronarlo a ottenere i contatti di tutte le gemelle. Il ragazzo riesce facilmente a ottenere quelli di Miku e Ichika, mentre fa più fatica con Itsuki e Nino, che però alla fine accettano entrambe utilizzando i loro rispettivi punti deboli. Nino chiede qualcosa su cui scrivere il suo contatto e Futaro le presta il suo libretto scolastico. Poco dopo, a Futaro manca solo il contatto di Yotsuba, ma non riesce ad ottenerlo in quanto la ragazza si congeda misteriosamente e scopre che ha declinato l'invito della squadra di basket femminile per prepararsi nello studio. Una volta ottenuto anche il contatto di Yotsuba con successo, alla sera Futaro si ricorda di non essersi fatto restituire il libretto da Nino. Per recuperarlo, Futaro si dirige il giorno dopo nella stanza di Nino. Qui, Nino nota per caso una foto di un ragazzo biondo e dall'aspetto duro nel suo libretto; ignara del fatto che quel ragazzo sia Futaro cinque anni prima, gli chiede informazioni al riguardo. Futaro mente, affermando che la foto ritrae un suo parente. Nino poi ricorda i giorni d'infanzia e tira fuori un album di foto che la ritrae insieme alle sue sorelle da bambine. Molte foto mostrano le cinque gemelle identiche e le portano a riflettere su quanto siano cambiate nel tempo. Si scopre infine che una delle gemelle ha incontrato Futaro durante un viaggio scolastico a Kyoto cinque anni fa e compare nell'altra metà della foto piegata presente nel libretto di Futaro.                               |                  |         |
| 9        | 9  | La leggenda del destino - giorno 1 「結びの伝説１日目」 - Musubi no densetsu 1-nichime | 7 marzo 2019     |         |
| 9        | 9  | Miku, travestita da Ichika, rifiuta la confessione e l'invito di Maeda, un compagno di classe di Ichika, a ballare con lui intorno al falò. In quel momento, Futaro entra nella stanza e si finge il ragazzo di Ichika per proteggerla. Con il cuore spezzato, Maeda sfida Futaro a ballare con Ichika attorno al falò durante la gita, per dimostrare se davvero si stanno frequentando. La gita è imminente, ma prima di partire, Raiha si ammala. Futaro decide così di saltare la gita scolastica per prendersi cura di lei, anche se Raiha si riprende rapidamente. Tuttavia, tutte le gemelle vogliono che Futaro partecipi all'evento. Così, le sei prendono la loro auto privata per raggiungere la destinazione assieme a lui. Tuttavia, a causa delle condizioni meteorologiche, rimangono bloccati su una strada innevata. Di conseguenza, sono costretti a soggiornare in un albergo, dove devono condividere la stessa stanza. Ciò provoca una discussione tra le gemelle su chi debba dormire accanto a Futaro. Per rendere la situazione più equa, alla fine decidono che tutte quante dormiranno vicino a lui. Il mattino seguente, Ichika si alza presto e rimane colpita dall'aspetto di Futaro mentre dorme, quindi si siede sulle ginocchia e lo osserva da vicino. Itsuki li vede, ma non riconosce Ichika a causa dei vestiti identici delle sorelle e pensa erroneamente che la ragazza stia baciando Futaro. |                  |         |
| 10       | 10 | La leggenda del destino - giorno 2 「結びの伝説２日目」 - Musubi no densetsu 2-kame | 14 marzo 2019    |         |
| 10       | 10 | Una leggenda narra che quando le coppie ballano e si tengono per mano alla fine del falò, che si svolge ogni durante l'evento scolastico, le persone coinvolte resteranno insieme per sempre. Questo pensiero tormenta Miku, che desidera ballare con Futaro. Tuttavia, notando l'affetto di Ichika per lui, decide di lasciare che sia Ichika a ballare con Futaro, con l'intento di rendere felice la sorella. Nel frattempo, Futaro e Yotsuba si travestono da mostri per spaventare gli altri, ma Ichika e Miku non si lasciano intimidire. Al contrario, riconoscono Futaro grazie alla parrucca bionda che indossa. Più tardi, discutono in privato su ciò che ciascuna pensa di Futaro. Nino e Itsuki, invece, si spaventando e corrono nella direzione sbagliata, perdendosi nella foresta. Preoccupato per loro, Futaro trova Nino vicino a un dirupo e la salva prima di cadere. Nino scambia Futaro per il ragazzo della foto vista nel libretto scolastico, a causa della parrucca bionda. Per divertirsi, Futaro si finge Kintaro, il "parente" di Futaro. Vedendo Nino spaventata, le offre un amuleto portafortuna che Raiha gli ha regalato. Notando un piccolo livido sulla testa di Kintaro, Nino gli offre un cerotto a fantasia. Sentendosi attratta da lui, lo invita poi a ballare attorno al falò. Successivamente, Futaro aiuta Ichika e Yotsuba a trasportare dei tronchi dal magazzino per il falò. Tuttavia, sia lui che Ichika vengono chiusi dentro di proposito da Yotsuba. Impossibilitati a fuggire, Ichika spiega a Futaro che deve ballare con lui secondo la sfida di Maeda. Futaro ricorda di dover ballare anche con Nino e cerca di annullare il ballo con Ichika, dicendole di risolvere la situazione da sola con Maeda. Tuttavia, Ichika inizia a piangere, poiché desidera davvero ballare con Futaro. |                  |         |
| 11       | 11 | La leggenda del destino - giorno 3 「結びの伝説３日目」 - Musubi no densetsu 3-kame | 21 marzo 2019    |         |
| 11       | 11 | Mentre Futaro e Ichika sono bloccati nel magazzino, Futaro accende un fuoco con della legna nelle vicinanze per riscaldarsi. Ichika esprime a Futaro il desiderio di prendersi una pausa dalla scuola per dedicarsi alla carriera di attrice. Futaro si congratula con lei per le sue ambizioni e per la possibilità di fare ciò che ama. Vedendo il loro piccolo falò, Ichika invita Futaro a ballare insieme e lui accetta. Tuttavia, spiega a Ichika la leggenda riguardante il falò, facendole comprendere l'importanza che ha per Miku. Mentre affronta il suo senso di colpa, Ichika provoca accidentalmente il crollo di un grosso tronco e Futaro interviene per salvarla. Il tronco però fa scattare l'allarme e il fuoco fa scattare anche l'impianto antincendio, bagnando completamente i due. Miku e Itsuki arrivano e chiedono spiegazioni, ma sono scettiche riguardo alla loro versione dei fatti. Dopo aver risolto l'incidente, decidono di andare a sciare. Durante la gita, Ichika si prende un raffreddore, ma esce di nascosto per assicurarsi che Futaro non racconti a nessuno dell'accaduto. Mentre cerca di sciare, Futaro si schianta contro un albero, facendo cadere il cerotto che Nino gli aveva messo la sera prima. Nino lo vede e cerca di catturare quello che pensa sia Kintaro. Futaro fugge da lei e si nasconde in un piccolo igloo, dove trova Miku. I due parlano per un po', mentre Miku realizza quanto Futaro sia sensibile nel comprendere lei e le sue sorelle. Prima che lui se ne vada, Miku comunica telefonicamente con Ichika, dicendole che c'è qualcosa di importante di cui devono parlare. |                  |         |
| 12       | 12 | La leggenda del destino - giorno 2000 「結びの伝説２０００日目」 - Musubi no densetsu 2000-nichime | 28 marzo 2019    |         |
| 12       | 12 | Miku chiama Ichika per esprimere il desiderio di essere indipendente nei suoi sentimenti e le propone di tenere per mano Futaro durante il falò. Tuttavia, Ichika è in realtà Itsuki, che si è travestita, e rimane sorpresa. Futaro e le ragazze decidono di cercare Itsuki, e Ichika lo porta in funivia, rivelando la sua vera identità. Tuttavia, Futaro sviene a causa della febbre e viene portato a riposare. Prima di ritirarsi, "rifiuta" Nino, dicendo che Kintaro non può ballare con lei, così Nino partecipa al falò da sola. Miku confessa a Ichika i suoi sentimenti per Futaro, e le due si abbracciano. Yotsuba e Itsuki trovano gli appunti di viaggio di Futaro e si rendono conto che ha apprezzato il viaggio nonostante la malattia; Itsuki decide quindi di prendersi cura di lui. Sorprendentemente, tutte le sorelle si trovano nella sua stanza preoccupate per lui. Anni dopo, durante il suo matrimonio, Futaro si accorge di aver dimenticato l'anello nuziale e chiama Raiha per recuperarlo. Nel frattempo, si scopre che indossa ancora l'amuleto portafortuna che gli era stato regalato cinque anni prima. Si rivela che tutte e cinque le ragazze si erano prese cura di lui in passato e ora lui sta per sposare una di loro, ma la sua identità rimane un mistero. Durante i titoli di coda, le ragazze si riuniscono a Futaro dopo un periodo in ospedale e Nino gli restituisce l'amuleto mentre si preparano a studiare insieme per gli esami finali. |                  |         |

### Seconda stagione
| Nº serie | Nº | Titolo italiano Giapponese 「Kanji」 - Rōmaji | In onda          | In onda |
| Nº serie | Nº | Titolo italiano Giapponese 「Kanji」 - Rōmaji | Giapponese       |         |
| 13       | 1  | Come a Kyoto allora, anche adesso va tutto in malora 「今日と京都の凶と共」 - Kyō to Kyōto no kyō to tomo | 7 gennaio 2021   |         |
| 13       | 1  | Futaro è ricoverato in ospedale poiché il raffreddore contratto durante la gita scolastica si è aggravato in un caso serio di influenza. Durante la visita medica, i ricordi di una ragazza conosciuta a Kyoto cinque anni prima tornano alla mente di Futaro. Le gemelle gli fanno visita e Itsuki gli porta un portafortuna identico a quello che la ragazza gli aveva regalato. Dopo la dimissione dall'ospedale, Futaro si reca nell'appartamento delle sorelle e incontra Ichika, ma non riesce a riconoscerla. Sfida se stesso a distinguere le cinque sorelle, che hanno acconciature identiche, ma fallisce miseramente. Itsuki si chiede se Futaro stia cercando di scoprire l'identità della ragazza del suo passato, ma esclude che possa essere una delle gemelle, poiché la ragazza non sarebbe diventata così scarsa nello studio dopo aver promesso di impegnarsi. |                  |         |
| 14       | 2  | Sette addii -prima parte- 「七つのさよなら 第一章」 - Nanatsu no sayonara daiisshō | 14 gennaio 2021  |         |
| 14       | 2  | Una settimana prima degli esami finali, Futaro rimane sveglio tutta la notte per preparare i test di prova per le gemelle, scrivendo guide allo studio per ciascuna di loro. Tuttavia, la sessione di studio si complica quando Nino inizia a litigare con Miku e decide di non partecipare ai test. Miku e Itsuki difendono il lavoro di Futaro, chiedendo a Nino di essere più comprensiva, ma lei ignora i loro sforzi e sbatte i fogli a terra. In risposta, Itsuki schiaffeggia Nino, che reagisce a sua volta e lascia l'appartamento insieme a Itsuki. Il giorno seguente, Futaro e Miku cercano di trovare Nino e Itsuki. Scoprono che Nino si trova in un hotel di lusso e non ha intenzione di andarsene. Futaro apprende che Itsuki si è trasferita da lui dopo il litigio con Nino, rafforzando così il legame con Raiha e suo padre. Quella sera, Itsuki racconta a Futaro che anche le gemelle hanno vissuto in povertà, poiché la madre era nubile fino al matrimonio con il padre. Il giorno successivo, Futaro nota che Yotsuba sta aiutando il club di atletica nonostante gli esami imminenti e comincia a interrogarsi se le gemelle abbiano davvero bisogno di lui nella loro vita. In quel momento, appare la ragazza che aveva conosciuto anni prima a Kyoto. |                  |         |
| 15       | 3  | Sette addii -seconda parte- 「七つのさよなら 第二章」 - Nanatsu no sayonara dainishō | 21 gennaio 2021  |         |
| 15       | 3  | Dopo l'incontro con la ragazza del suo passato, Futaro cade nel lago e torna all'hotel dove si trova Nino. I due iniziano a parlare, e Nino chiede cosa sia successo. Un flashback rivela che la ragazza si chiama Rena e questa spiega a Futaro la sua intenzione di sparire dalla sua vita in modo che lui non sia più legato al passato. Prima di andarsene, Rena prende una foto dal libretto scolastico di Futaro, ma lui perde l'equilibrio e cade in acqua. Nino tenta di tirarlo su di morale, dicendo che ci deve essere qualcuno che si innamorerebbe di lui. Futaro nota che Nino ha conservato la guida allo studio che aveva preparato per lei e da allora ha iniziato a studiare da sola. Nino si scusa per il suo comportamento, ma non per quello avuto con Itsuki. Futaro le dice che l'incontro con Rena gli ha fatto capire l'importanza di lasciarsi il passato alle spalle. Nino ammette di voler andare avanti dopo aver visto Kintaro un'ultima volta per dirgli addio. Futaro si offre di aiutarla a incontrarlo di nuovo e, sebbene indeciso, decide di travestirsi da Kintaro per farlo. Quando arriva, Nino scappa e lo chiama per chiedere consiglio su come avvicinarsi a Kintaro. Nervosa per l'incontro, Nino invita Futaro nella caffetteria dell'hotel e lo ringrazia offrendogli un tè, a cui ha aggiunto un sonnifero, rivelando di sapere dell'inganno fin dall'inizio. Il giorno dopo, Nino è assente a scuola e un nuovo problema emerge quando Yotsuba accetta di aiutare il club di atletica per la maratona imminente. Nel frattempo, Miku va a trovare Nino in hotel. |                  |         |
| 16       | 4  | Sette addii -terza parte- 「七つのさよなら 第三章」 - Nanatsu no sayonara daisanshō | 28 gennaio 2021  |         |
| 16       | 4  | Mentre Futaro, Ichika e Itsuki cercano di allontanare Yotsuba dal club di atletica, Nino e Miku discutono di Futaro. Quando Itsuki non riesce a ingannare il capitano del club travestita da Yotsuba, Nino interviene, rivelando di essersi tagliata i capelli. Yotsuba decide di affrontare il club da sola, mentre Nino e Itsuki si riconciliano. Con le sorelle finalmente unite, riprendono le sessioni di studio. Tuttavia, dopo un risultato deludente, Futaro propone di fornire loro dei bigliettini per imbrogliare come ultima risorsa. Il giorno dopo gli esami, Ebata, l'autista dei Nakano, informa le ragazze che Futaro ha lasciato il suo lavoro di tutor ed è stato escluso dall'edificio, costringendolo a trovare un sostituto temporaneo. Aprendo i fogli lasciati da Futaro, le ragazze trovano un messaggio d'addio e realizzano di avere bisogno di lui. Così chiedono aiuto a Ebata e sorprendono Futaro al lavoro, rivelandogli che si sono trasferite in una residenza modesta affinché lui possa continuare a dare loro ripetizioni. Dopo che le sorelle gettano le chiavi magnetico dell'appartamento da un ponte, Futaro si tuffa in acqua per recuperarle. Le sorelle si tuffano per salvarlo, ma Nino viene salvata da Futaro. Alla fine, Futaro decide di tagliare i legami con il suo passato e con Rena, accettando di continuare a dare ripetizioni alle ragazze volontariamente. |                  |         |
| 17       | 5  | Oggi abbiamo fatto un ottimo lavoro 「今日はお疲れ」 - Kyō wa otsukare | 4 febbraio 2021  |         |
| 17       | 5  | Maruo ricorda quando Futaro lo rimproverò per essere un padre negligente, il giorno in cui presentò le sue dimissioni. Nel presente, Futaro e Raiha si incontrano con le gemelle per festeggiare il Capodanno. Durante la discussione su come pagarlo, le sorelle sorprendono Futaro, che ha completato i compiti invernali senza il loro aiuto. Nino rivela che Ichika ha lavorato in vari ruoli di attrice per garantire un reddito fisso e propone che tutte trovino un lavoro part-time. Tuttavia, Futaro consiglia di concentrarsi prima sugli studi. Mentre cerca un lavoro, Itsuki riceve una telefonata dal padre. Futaro accompagna Yotsuba e Nino a fare la spesa, mentre Nino si confronta con i suoi sentimenti per Futaro. Tornando a casa, sentono la conversazione tra il padre e Itsuki in una caffetteria vicina. Maruo desidera che tornino nel loro appartamento, ma Itsuki si oppone. Yotsuba interviene e propone un accordo: se le ragazze superano gli esami finali, Futaro tornerà a vivere con loro come tutor; in caso contrario, cambieranno scuola. |                  |         |
| 18       | 6  | L'ultimo esame 「最後の試験」 - Saigo no shiken | 11 febbraio 2021 |         |
| 18       | 6  | Futaro è determinato a garantire che tutte le gemelle superino gli esami finali. Finalmente arriva il giorno tanto atteso, e le sorelle ricordano le sfide affrontate nei due mesi precedenti. Miku ha preparato dei cioccolatini per San Valentino da regalare a Futaro, e Ichika convince Nino ad aiutarla. Durante una visita alla tomba della madre, Itsuki incontra Shimoda, un ex studente di Rena Nakano, che ha deciso di seguire le sue orme. Shimoda spiega che, nonostante i severi rimproveri di Rena a scuola, tutti la ammiravano. Si offre di supportare Itsuki se decidesse di intraprendere la carriera di insegnante come sua madre. Più tardi, Ichika inganna Futaro per portarlo in biblioteca e tenerlo lontano mentre Miku e Nino preparano i cioccolatini. Futaro decide di prendersi una giornata di vacanza per visitare un parco divertimenti. Yotsuba si allontana dal gruppo e Futaro la trova intenta a studiare in una cabina della ruota panoramica. Yotsuba rivela a Futaro che tutte loro frequentavano una scuola prestigiosa ma sono state avvertite delle conseguenze quando hanno iniziato a fallire. Hanno sostenuto esami di recupero, ma solo Yotsuba non li ha superati. Per solidarietà, tutte le sorelle hanno deciso di non tornare a scuola. Futaro realizza che le gemelle possono supportarsi a vicenda nelle loro aree di competenza accademica e crea un nuovo piano di studio. Prima degli esami, Miku confida a Ichika l'intenzione di rivelare i suoi sentimenti a Futaro se otterrà il punteggio più alto. Quando tutte le gemelle superano gli esami finali, si riuniscono in una pasticceria per condividere i risultati. Miku è sorpresa nel scoprire che Ichika ha ottenuto il punteggio più alto, superandola di due punti. Futaro decide di cercare Nino, che si è allontanata, per festeggiare insieme al resto del gruppo. |                  |         |
| 19       | 7  | Inizia l'offensiva 「攻略開始」 - Kōryaku kaishi | 18 febbraio 2021 |         |
| 19       | 7  | Nino va a parlare con Maruo, che riconosce i progressi delle gemelle e accetta il successo di Futaro come insegnante, ma chiede insistentemente che tornino all'appartamento, richiesta che Nino rifiuta. Futaro arriva a prenderla con la moto del suo capo e, durante il tragitto verso il ristorante, Nino trova il coraggio di dirgli che lo ama. Dopo la festa, Nino discute con Futaro del loro incontro e, rendendosi conto che lui ha ignorato la sua confessione, ribadisce i suoi sentimenti, scioccandolo. Ichika ascolta per caso e comprende che Nino sta competendo per l'affetto di Futaro. Futaro vince un viaggio alle sorgenti termali di Toraiwa e decide di portare con sé il padre e Raiha. Al loro arrivo, si imbattono nelle gemelle Nakano, che sono lì per una vacanza in famiglia. Futaro inizia a vedere Itsuki ovunque, senza sapere che tutte le sorelle sono vestite come lei. Trova un biglietto che lo invita a incontrarsi in giardino a mezzanotte, presumendo sia di Itsuki. Più tardi, una delle sorelle suggerisce a Futaro di porre fine alla loro relazione. Scopre anche che il locandiere è il nonno delle ragazze. Il giorno seguente, Itsuki chiama Futaro per chiedergli perché non si sia presentato. I due decidono di incontrarsi ai bagni misti per parlare. Durante la loro conversazione, vengono interrotti da Nino, che vuole unirsi a Futaro nella vasca; però se ne va sconvolta quando lui non la riconosce. Futaro riflette su come siano cambiate tutte da quando lo hanno conosciuto, mentre Itsuki gli dice che ora non è più solo un tutore, ma un amico. |                  |         |
| 20       | 8  | Uova strapazzate 「スクランブルエッグ」 - Sukuranburu Eggu | 25 febbraio 2021 |         |
| 20       | 8  | Futaro cerca di indovinare l'identità della falsa Itsuki della prima sera. Non riuscendo a distinguere le sorelle, parla in privato con ognuna di loro finché Yotsuba non si rivela. Lei spiega che ha scioccato il nonno quando ha iniziato a vestirsi in modo diverso, e da allora le ragazze assumono l'aspetto di Itsuki ogni volta che vanno a trovarlo, poiché lui preferisce che abbiano tutte lo stesso aspetto. Nelle sorgenti termali, Nino confida a Ichika che intende conquistare l'amore di Futaro, anche a costo di calpestare le altre. Ichika, anch'essa innamorata di Futaro, cerca di fermarla ma si sente impotente di fronte alla determinazione di Nino. Futaro chiede al locandiere come distinguere le ragazze e lui risponde che è possibile tramite l'amore; infatti presta attenzione alle voci e ai modi di fare delle nipoti. Nino decide di incontrare Futaro da sola e chiede aiuto a Ichika per distrarre il padre. Yotsuba trova Ichika in lacrime sul tetto e le consiglia di seguire il suo cuore senza rimpianti. Tuttavia, Ichika non riesce a distrarre il padre, che scopre Nino nel luogo dell'incontro con Futaro. Il giorno dopo, Futaro incontra Miku travestita da Itsuki. Inizialmente la scambia per Ichika, cosa che la turba e la fa allontanare. Tuttavia, riconosce correttamente Miku quando nota che stringe il pugno. Felice, Miku corre ad abbracciare Futaro. Alla fine della vacanza, il locandiere chiede a Futaro di dire alle nipoti di essere fedeli a se stesse. Futaro va a controllare la campana del giuramento, che ha una leggenda secondo cui le coppie che suonano la campana staranno insieme per sempre. Improvvisamente, una ragazza corre verso di lui facendolo cadere a terra e facendo suonare la campana. |                  |         |
| 21       | 9  | Benvenuta al terzo anno, classe 1 「ようこそ３年１組)」 - Yōkoso san Nen ichi kumi | 4 marzo 2021     |         |
| 21       | 9  | Le gemelle cercano un lavoro per aiutare Ichika a pagare l'affitto. Miku e Nino si contendono un posto nella pasticceria dove lavora Futaro e decidono di sfidarsi in una gara di cucina, che Nino vince facilmente. Miku decide di fare domanda per un lavoro nel panificio vicino, poiché ama cucinare. All'inizio del terzo anno, le gemelle vengono inserite nella stessa classe di Futaro, dove i compagni curiosi le interrogano. Yotsuba si offre volontaria insieme a Futaro come rappresentanti di classe. Inavvertitamente, Futaro insegna ai compagni a distinguere le sorelle, spiegando i loro accessori caratteristici. Miku spera di trovare il regalo di compleanno perfetto per Futaro. Nella pasticceria, Nino cerca di adattarsi al ritmo frenetico del lavoro e gestire il suo rapporto con Futaro, che ha mantenuto le distanze nonostante la sua ritrovata cordialità. Futaro ammette che il suo nervosismo deriva dal fatto che non ha mai ricevuto una confessione d'amore. Nino promette di dimostrare il suo affetto e inizia a chiamarlo "Fu-kun", un soprannome inventato da Miku. Ichika, gelosa, cerca di trascorrere più tempo da sola con Futaro. Dopo le lezioni, si traveste da Miku e Futaro la scambia per lei. Ichika coglie l'occasione per dire a Futaro, fingendo di essere Miku, che le piace e che sarebbero una bella coppia, lasciandolo sorpreso. |                  |         |
| 22       | 10 | Cinque gru ricambiano un favore 「五羽鶴の恩返し」 - Gowazuru no ongaeshi | 11 marzo 2021    |         |
| 22       | 10 | Futaro viene avvicinato dal compagno di classe Yusuke Takeda, che gli comunica che la sua posizione nella classifica è peggiorata a causa delle ripetizioni date alle gemelle. Nonostante il consiglio di Takeda di smettere, Futaro difende la sua scelta, convinto che le ragazze supereranno l'esame e che lui si classificherà tra i migliori 10 dei prossimi esami nazionali. Ichika rivela a Nino i suoi sentimenti per Futaro, e le sorelle decidono di posticipare il regalo di compleanno per non distrarlo. Il giorno del compleanno, Itsuki annuncia di aver iniziato un tirocinio in una scuola di recupero. Dopo gli esami, Futaro sorprende tutti piazzandosi al terzo posto a livello nazionale. Le ragazze presentano i loro regali a Futaro. Miku esprime a Yotsuba il desiderio di preparare il pranzo per lui durante la gita scolastica, ma Ichika si intromette nei preparativi. Raiha consiglia a Futaro di portare a Yotsuba un regalo di ringraziamento per il suo aiuto. Dopo una visita al centro commerciale, Futaro chiede a Yotsuba cosa desideri e i due trascorrono del tempo insieme in un parco. Infine, mentre puliscono casa, Ichika scopre una foto di Futaro e "Rena", realizzando che "Rena" è una delle sorelle. Yotsuba spiega che, nonostante non abbia ricevuto nulla da Futaro, ha già ottenuto ciò che desiderava: passare del tempo con lui e vederlo sorridere. |                  |         |
| 23       | 11 | Guerra tra sorelle -prima parte- 「シスターズウォー 前半戦」 - Shisutāzu wō zenhan sen | 18 marzo 2021    |         |
| 23       | 11 | Raiha porta Futaro a fare shopping e invita anche Itsuki e Yotsuba. Durante la conversazione, menziona Rena come il "primo amore" di Futaro. Sull'autobus diretto al santuario di Fushimi Inari-taisha per una gita scolastica a Kyoto, Yotsuba scopre che Miku ha preparato il pranzo per Futaro. Le ragazze decidono di giocare a carte: chi perde deve obbedire al vincitore. Arrivate al santuario, Yotsuba, avendo vinto, ordina a Itsuki, Ichika e Nino di prendere un sentiero, mentre lei e Miku seguono un altro. Determinata a conquistare Futaro, Ichika si allontana di nascosto per arrivare in cima per prima, travestendosi da Miku per ingannarlo. Tuttavia, Yotsuba e Miku la scoprono e Yotsuba rimprovera Ichika per aver ostacolato la confessione di Miku. Futaro sente il rimprovero e Miku scende in fretta dalla montagna, in lacrime. Nino affronta Ichika, accusandola di tradire Miku; Ichika si difende sottolineando che anche lei ha il diritto di lottare per Futaro. Più tardi, Futaro confida a Yotsuba di essere già a conoscenza dei sentimenti di Miku. Il giorno successivo, Itsuki cerca di avvicinarsi a Futaro, mentre Nino trova Miku depressa nella sua stanza. Nino le dice che approfitterà della situazione per conquistare Futaro se lei si arrende, ma la incoraggia a non farlo se lo ama davvero. Infine, Itsuki chiede a Yotsuba di rivelare a Futaro la verità: Yotsuba è "Rena", la ragazza della foto di Futaro. |                  |         |
| 24       | 12 | Guerra tra sorelle -seconda parte- 「シスターズウォー 後半戦」 - Shisutāzu Wō kōhan sen | 25 marzo 2021    |         |
| 24       | 12 | Miku confida a Nino di essere spaventata e di non sentirsi all'altezza di Futaro, ma afferma di non essersi ancora arresa. Nel frattempo, Ichika, travestita da Miku, invita Futaro a fare una passeggiata lungo il sentiero che lui e "Rena" avevano percorso sei anni prima. Tuttavia, inizia a piovere e, mentre Futaro ricorda il passato, la ferma, rivelandole di sapere che è Ichika e di non fidarsi più di lei. Ichika sostiene di essere "Rena", ma Futaro non le crede e, infuriato per le sue bugie, se ne va, lasciandola sconvolta. Il giorno seguente, gli studenti vengono divisi in cinque percorsi e le ragazze scelgono di partecipare a percorsi diversi, sperando di seguire Futaro. Sapendo quale percorso frequenterà, Ichika permette a Miku di seguire Futaro. Quando arrivano, scoprono che tutte le ragazze partecipano alla stessa attività per sostenere Miku. Nino si scusa con Ichika per il suo comportamento e le due si riconciliano. Futaro e Miku si siedono su una panchina mentre le sorelle si nascondono dietro un muro per ascoltarli. Miku inizia a indicare vari luoghi storici, esprimendo il suo amore per essi, prima di dire "Mi piace", apparentemente riferendosi a Futaro. Le sorelle si abbracciano piangendo di gioia nel vedere Miku finalmente esprimere i suoi sentimenti. Tuttavia, Miku rivela che non stava parlando di Futaro, ma delle sue sorelle, sapendo che erano lì. Confuso, Futaro si allontana. Miku ringrazia le sorelle e si riavvicina a loro, mentre Ichika si scusa con Miku per il suo comportamento. Più tardi, Ichika si scusa anche con Futaro, baciandolo sulla guancia e dicendo che tutto era "una bugia". Cinque anni dopo, mentre le sorelle sfogliano un album di foto, Futaro e la sua sposa stanno per baciarsi per suggellare le loro promesse. Una delle sorelle ricorda che la coppia si era baciata per la prima volta durante un soggiorno nella locanda del nonno. Futaro ripensa a quel giorno speciale in cui "lei" è diventata importante per lui, ricordando il momento in cui una delle gemelle, travestita da Itsuki, lo ha baciato sotto la campana del giuramento. |                  |         |

### Special (2023)
| Nº serie | Nº | Titolo italiano (traduzione letterale) Giapponese 「Kanji」 - Rōmaji | In onda          | In onda |
| Nº serie | Nº | Titolo italiano (traduzione letterale) Giapponese 「Kanji」 - Rōmaji | Giapponese       |         |
| 25       | 1  | Una vacanza estiva non così casuale (prima parte) 「偶然のない夏休み・前編」 - Gūzen no nai natsuyasumi (zenpen) | 2 settembre 2023 |         |
| 25       | 1  | Lo speciale è ambientato tra la seconda stagione e il film. Futaro e le gemelle Nakano hanno appena concluso la loro gita a Kyoto e si preparano a iniziare le vacanze estive. Futaro comunica alle ragazze che si prenderà una pausa dalle lezioni. Nino, tuttavia, non sembra particolarmente turbata dalla notizia, poiché lavora alla pasticceria con lui. Ma quando scopre che il proprietario del locale si è infortunato a una gamba ed è temporaneamente in convalescenza, la situazione mette in crisi i suoi piani. Per questo motivo, Nino e Futaro decidono di andare a trovare il loro capo in ospedale. Durante la visita, si scopre che Futaro sta leggendo un libro di consigli romantici; Nino lo stuzzica un po' su questo, ma alla fine i due si riconciliano. Successivamente, Futaro porta Raiha in spiaggia, dove lei spera di incontrare le sorelle Nakano, ma finiscono per imbattersi nei compagni di classe di Futaro. Le gemelle non si presentano in spiaggia perché sono impegnate a riportare le loro cose nel vecchio appartamento. Mentre sistemano gli oggetti, le ragazze trovano un disegno di una bambina di nome Kiku, figlia dell'agente di Ichika, Oda, e ricordano quando dovevano farle da babysitter insieme a Futaro. L’episodio si conclude con Futaro che invita le ragazze a fare una gita in piscina; quasi tutte sono entusiaste dell'idea, tranne Itsuki, che sperava di mantenere la pace tra le sue sorelle. |                  |         |
| 26       | 2  | Una vacanza estiva non così casuale (seconda parte) 「偶然のない夏休み・後編」 - Gūzen no nai natsuyasumi (kōhen) | 9 settembre 2023 |         |
| 26       | 2  | Mentre Futaro e le gemelle Nakano si dirigono verso la piscina, Itsuki esprime la sua preoccupazione per il rischio di litigi tra le sue sorelle. Nel tentativo di mantenere Futaro tutto per sé, cerca di tenerlo lontano dalle altre, ma le cose prendono una piega imprevista quando le sue sorelle lo trovano. Tuttavia, la situazione si risolve senza conflitti, e l'unico momento di tensione si verifica quando il gruppo deve dividersi in coppie per utilizzare lo scivolo d'acqua. Al ritorno a casa, Itsuki chiede a Yotsuba se sia davvero a suo agio con il fatto di non rivelare a Futaro la sua vera identità come Rena e di accettare di rimanere solo un'amica. Yotsuba conferma ancora una volta di stare bene con questa situazione, e lo speciale riprende alcune scene passate dal suo punto di vista per chiarire le sue motivazioni. Fin dal primo giorno del loro incontro al liceo, Yotsuba ha desiderato rivelarsi a Futaro, ma ha deciso di non farlo dopo aver visto i suoi voti scolastici. Considerando i brutti voti di Yotsuba e l'implicazione che la sua promessa a Futaro fosse legata agli studi, si può dedurre che fosse troppo imbarazzata per non essere riuscita a mantenere la sua parte dell'accordo, motivo per cui tiene segreta la sua identità. Nonostante ciò, ha cercato di riavvicinarsi a Futaro quando lui è diventato il suo tutor, ed è stata la prima delle gemelle ad accettare questa opportunità. Tuttavia, si fa da parte quando le sue sorelle iniziano a sviluppare sentimenti per lui. Alla fine, il gruppo discute del prossimo festival scolastico. |                  |         |

### Special (2024)
| Nº serie | Nº | Titolo italiano (traduzione letterale) Giapponese 「Kanji」 - Rōmaji                  | In onda          | In onda |
| Nº serie | Nº | Titolo italiano (traduzione letterale) Giapponese 「Kanji」 - Rōmaji                  | Giapponese       |         |
| 27       | 1  | Il grande incidente delle gemelle 「五つ子ちゃん大事件」 - Itsutsu-ko-chan daijigen   | 24 dicembre 2024 |         |
| 28       | 2  | La grande missione delle gemelle 「五つ子ちゃん大作戦」 - Itsutsu-ko-chan dai sakusen | 24 dicembre 2024 |         |

## Home video

### Giappone
La prima stagione è stata pubblicata in DVD e Blu-ray dal 20 marzo al 17 luglio 2019.
| Volume | Episodi | Data di pubblicazione |
| ------ | ------- | --------------------- |
| 1      | 1–3     | 20 marzo 2019         |
| 2      | 4–6     | 17 aprile 2019        |
| 3      | 7–8     | 15 maggio 2019        |
| 4      | 9–10    | 19 giugno 2019        |
| 5      | 11–12   | 17 luglio 2019        |

La seconda stagione è stata pubblicata in DVD e Blu-ray dal 17 marzo al 21 luglio 2021.
| Volume | Episodi | Data di pubblicazione |
| ------ | ------- | --------------------- |
| 1      | 1–3     | 17 marzo 2021         |
| 2      | 4–6     | 21 aprile 2021        |
| 3      | 7–8     | 19 maggio 2021        |
| 4      | 9–10    | 16 giugno 2021        |
| 5      | 11–12   | 21 luglio 2021        |

Il primo special è stato pubblicato in DVD e Blu-ray il 6 dicembre 2023.
| Volume | Episodi | Data di pubblicazione |
| ------ | ------- | --------------------- |
| 1      | 1–2     | 6 dicembre 2023       |

Il secondo special è stato pubblicato in DVD e Blu-ray il 5 marzo 2025.
| Volume | Episodi | Data di pubblicazione |
| ------ | ------- | --------------------- |
| 1      | 1–2     | 5 marzo 2025          |